# 16-os busz (Nyíregyháza)
A nyíregyházi 16-os autóbusz az Autóbusz-állomás és az Ipari utca között közlekedik. A vonalat a Volánbusz üzemelteti.

## Útvonal
Autóbusz-állomás - Ipari utca:
Autóbusz-állomás - Vasútállomás - Arany János utca 30. - Kígyó utca - Szarvas utca 76. - Móricz Zsigmond utca 4. - Tigáz - Ipartelepi elágazás - Dunapack Rt. - Csemete utca - Lapály utca - Lomb utca - Lujza utca - Ipari utca
Ipari utca - Autóbusz-állomás:
Ipari utca - Lujza utca - Lomb utca - Lapály utca - Csemete utca - Dunapack Rt. - Tigáz - Móricz Zsigmond utca 4. - Szarvas utca 76. - Kígyó utca - Arany János utca 30. - Vasútállomás - Autóbusz-állomás